# سیارک ۲۶۶۲۰
سیارک ۲۶۶۲۰ (به انگلیسی: 26620 Yihuali، نامگذاری:2000GQ45) ۲۶۶۲۰مین سیارک کشف شده‌است.
 که در ۰۵ آوریل ۲۰۰۰ کشف شد.